# Peças não ortodoxas do xadrez

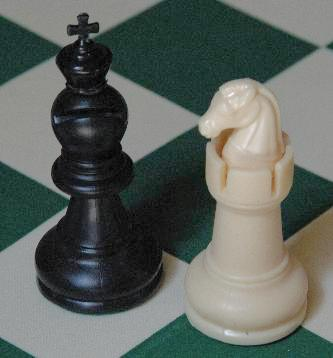
Duas peças não-ortodoxas, o arcebispo à esquerda e o chanceler, inventados por Capablanca.

Uma peça não-ortodoxa do xadrez ou peça heterodoxa do xadrez é uma peça de xadrez não utilizada no xadrez ocidental, mas apenas em algumas variantes e problemas de xadrez. Por causa de sua distribuição não coordenada e natureza variada, algumas vezes a mesma peça é referida por diferentes nomes ou o mesmo nome é utilizada para diferentes peças em vários contextos.
Peças não-ortodoxas têm sido utilizadas desde os primórdios do jogo com o intuito de revitalizar ou aumentar o interesse pelo jogo. Capablanca em certa ocasião expressou temor da morte de xadrez por empates devido ao alto nível técnico dos grandes mestres de sua época e afirmava que seria necessário introduzir novas peças ao jogo para evitar isto.
Entretanto, na própria evolução do xadrez algumas peças naturalmente caíram em desuso. O Chaturanga e o Xatranje, versões antecessoras do xadrez , utilizavam peças como o ferz e o gaja que não são empregadas nas versões da atualidade. Em contra-partida novas peças foram incluídas e algumas foram adotadas em definitivo como a Dama, incluída por volta do século XV.
Alguns softwares como o WinChloe são capazes de reconhecer mais de mil e duzentas peças diferentes entretanto num sentido prático estas possam ser classificadas de acordo com a natureza do movimento executado. Peças de variantes regionais como o Xiangqi e o Shogi são consideradas não-ortodoxas embora não estejam diretamente relacionadas com a evolução do xadrez.

## História
As peças não-ortodoxas existem há tanto tempo quanto o xadrez ocidental e suas variantes. O emprego de tais peças remonta aos manuscritos árabes de problemas chamados de mansubat onde eram empregadas peças e regras diferentes das praticadas na época.[carece de fontes?] Por volta do século X quando xadrez foi introduzido na europa pelos árabes novas regras foram testadas, incluindo novas peças. O Bispo foi então introduzido como uma substituição ao lento Alfil e a Dama substituiu o ferz, sendo estas as primeiras e mais significantes alterações nas regras do jogo.[carece de fontes?] Esta alteração corroborava a ideia alimentada nas cortes europeias na natureza nobre, e não militar, do jogo facilitando sua aceitação perante a Igreja que condenava a sua prática.[carece de fontes?]
Em 1617, Pietro Carrera inventou uma nova variante do xadrez descrevendo um novo conjunto de peças como o Campeão, o Centauro publicado no livro Il Gioco degli Scacchi e já no século XVII outras variantes empregavam novas peças como a Girafa, o General e o Guarda.[carece de fontes?] Na década de 1920, o então campeão mundial José Raúl Capablanca, temendo a morte de xadrez por empates, sugeriu a inclusão de duas novas peças, o Arcebispo e o Chanceler. Entretanto estas novas peças já eram conhecidas por nomes diferentes incluindo sua disposição no tabuleiro, usualmente de tamanho 8 x 10.[carece de fontes?]
A utilização de novas peças foi popularizada no século XX, quando T.R. Dawson popularizou as variantes do xadrez através da criação do periódico The Fairy Chess Review. Em 1958, a FIDE reconheceu as variantes do xadrez como uma legítima área nos problemas de xadrez e estabeleceu um conjunto de regras cobrindo a composição destes problemas no Piran Codex.

## Classificação

### Tipo do movimento

#### Saltadoras
Uma Saltadora (m,n) é uma peça que move-se por um vetor fixo entre a casa de saída e a de chegada. As coordenadas do vetor saída - chegada são os valores absolutos de m em uma direção e n da direção perpendicular. Outra convenção utilizada é indicar o vetor pelo valor de seu módulo, tomando a forma {\displaystyle {\sqrt {m^{2}+n^{2}}}}, conforme o teorema de pitágoras. Seu movimento não é obstruído por peças adversárias ou aliadas e sua captura se dá por tomar o lugar a casa ocupada pela adversária. O cavalo é um exemplo ortodoxo deste tipo de movimento e peças heterodoxas desta natureza incluem e a Girafa, a Zebra, o Camelo e o Gnu.
Peças saltadoras não são capazes de empregar táticas como o espeto e a pregadura entretanto são excelentes na execução de garfos uma vez que seu movimento não pode ser interposto. Esta característica adicional também é útil na execução do xeque, pois caso a peça atacante não puder ser capturada, o Rei adversário deverá obrigatoriamente ser movimentado o que pode provocar a perda do roque ou sua exposição a um ataque direto de outra peça. No caso do Rei não ter como fugir, tem-se então o xeque-mate que neste caso é denominado mate afogado, sendo um exemplo desta situação o mate de Philidor.

#### Riders
Uma rider ou viajante pode-se mover uma distância ilimitada em uma direção, desde que o caminho percorrido não esteja bloqueado por outra peça. No xadrez ortodoxo, a Torre e o Bispo são exemplos de peças desta natureza, enquanto a primeira percorre a direção horizontal e vertical, o segunda percorre as diagonais do tabuleiro.
Uma das peças heterodoxas mais conhecidas com este movimento é o nightrider, que tem o movimento semelhante ao do cavalo, porém estendido às casas da mesma direção. Um nightrider em a1, por exemplo, pode-se movimentar por b3, c5 e d7 desde que seu caminho não esteja bloqueado nestas casas.
Em casos especiais, também são denominadas deslizantes ao se mover entre células geometricamente contínuas. Riders são capazes de efetuar espetos, garfos e pregos, tornado-se mais fortes que seus semelhantes que somente saltam.

#### Puladoras ou saltadoras
Uma puladora ou saltadora é uma peça que se move ao pular outra peça, denominada obstáculo, de qualquer cor. A peça não pode se mover sem efetuar um pulo sobre um obstáculo, e pode capturar qualquer peça além deste, embora o caminho deva estar desobstruído. Algumas peças podem capturar, ou se mover, somente para a casa imediatamente após o obstáculo o que torna peça fraca em finais onde existem poucas peças sobre o tabuleiro.
Não existem puladoras no xadrez ortodoxo. Entretanto o Xiangqi utiliza uma peça desta natureza denominado Canhão que move-se como uma torre porém deve pular uma peça para capturar.
A mais popular das peças não-ortodoxas deste tipo é o Xiangqi utiliza uma peça desta natureza denominado Gafanhoto que tem o movimento combinado de Torre e Bispo, exceto pela restrição de obrgatoriamente pular para se mover, ocupando a casa imediatamente após o obstáculo.